# PolyITAN-12U
PolyITAN-12U — перший український університетський наносупутник класу CubeSat формату 12U.

## Загальна інформація
PolyITAN-12U створений у Національному технічному університеті України «Київський політехнічний інститут» ім. Ігоря Сікорського в рамках космічної програми ЗВО. Його розробили українські науковці, інженери та студенти за підтримки МОН України та Державного космічного агентства України.
Космічний апарат був розроблений з метою дистанційного дослідження поверхні Землі за допомогою оптичної системи середньої просторової розрізненості. Супутник також тестуватиме радіопередавачі та антени космічного зв’язку різних діапазонів. За повідомленням низки джерел, Уряд України виділив 5,2 млн грн на завершення розроблення наносупутника PolyITAN-12U в межах розвитку космічної програми НТУУ «Київський політехнічний інститут ім. Ігоря Сікорського». Це передбачено розпорядженням Кабінету Міністрів України «Про перерозподіл деяких видатків державного бюджету, передбачених Міністерству освіти і науки на 2023 рік».

## Завдання супутника
- PolyITAN-12U буде виконувати високоякісні знімки поверхні Землі, для цього в нього, вперше, інтегрували оптичний сканер для дистанційного зондування Землі з роздільною здатністю — від 2 до 4 м на 1 піксель, який виготовлений за власною технологією НТУУ «Київський політехнічний інститут ім. Ігоря Сікорського»[3].
- PolyITAN-12U буде здійснювати тестування радіопередавачів та антен космічного зв'язку різних діапазонів.

Отримані за допомогою PolyITAN-12U знімки ділянок місцевості на поверхні Землі можуть зацікавити українських аграріїв та закордонних фермерів, тобто інформація, отримана від наносупутника, може у майбутньому мати й комерційну складову.

## Конструкція
Це дванадцятиблоковий наносупутник кубічної форми стандарту 12U CubeSat (12U означає, що супутник складено з дванадцяти блоків-кубиків, тобто за формою це паралелепіпед 20x20x30 см).

### Підсистеми
- Обробки даних;
- Навігації;
- Орієнтації та стабілізації;
- Комунікації;
- Управління корисним навантаженням;
- Електроживлення.

## Запуск
Планувалося, що наносупутник буде виведено на задану орбіту Землі в 2024 році.